# Matteo Canins
Matteo Canins (2 marzo 1998) è uno sciatore alpino italiano.

## Biografia
Specialista delle prove tecniche originario di Badia e attivo dal novembre del 2014, Canins ha esordito in Coppa Europa il 22 gennaio 2018 a Folgaria/Lavarone in slalom gigante e in Coppa del Mondo il 4 gennaio 2023 a Garmisch-Partenkirchen in slalom speciale, in entrambi i casi senza completare la prova; il 19 gennaio 2025 ha conquistato a Berchtesgaden nella medesima specialità la prima vittoria, nonché primo podio, in Coppa Europa. Non ha preso parte a rassegne olimpiche o iridate.

## Palmarès

### Coppa Europa
- Miglior piazzamento in classifica generale: 27º nel 2025
- 2 podi:
  - 1 vittoria
  - 1 secondo posto

#### Coppa Europa - vittorie
| Data            | Località      | Paese    | Specialità |
| --------------- | ------------- | -------- | ---------- |
| 19 gennaio 2025 | Berchtesgaden | Germania | SL         |

Legenda:

SL = slalom speciale

### Campionati italiani
- 2 medaglie:
  - 2 bronzi (slalom speciale nel 2023; slalom speciale nel 2024)